# بی‌همتاسرریختان
بی‌همتاسرریختان (نام علمی: Enicocephalomorpha) نام یک فروراسته از زیرراسته ناجوربالان است.